# Emiliano Donadello
Emiliano Donadello (* 19. April 1983 in Vicenza) ist ein ehemaliger italienischer Radrennfahrer.
Emiliano Donadello gewann 2006 eine Etappe beim Giro Ciclistico d’Italia, der U23-Austragung des Giro d’Italia. Außerdem wurde er Etappenzweiter beim Giro del Veneto. Ab 2007 fuhr Donadello bei dem italienisch-kolumbianischen Professional Continental Team Serramenti PVC Diquigiovanni Rennen in der Elite. In seinem ersten Jahr dort entschied er eine Etappe der Vuelta a Venezuela für sich. 2009 beendete er seine Radsportlaufbahn.

## Erfolge
2006
- eine Etappe Giro Ciclistico d’Italia

2007
- eine Etappe Vuelta a Venezuela

## Teams
- 2007 Serramenti PVC Diquigiovanni
- 2008 Serramenti PVC Diquigiovanni
- 2009 Team Corratec